# Hattpartiet
Hattpartiet, hattarna, kallades ett politiskt parti som under frihetstiden innehade makten i Sverige under en längre tid.

## Uppkomsten
Hattpartiet som uppstod på 1730-talet var en sammanslutning av flera skilda oppositionsgrupper i ståndsriksdagen. Gemensamt för dessa grupper var deras kritiska inställning till Arvid Horns försiktiga fredspolitik. Partiets ursprungliga kärna bestod av några medlemmar av det gamla Holsteinska partiet (som upplöstes 1727). De två främsta var riksrådet Carl Gyllenborg och presidenten i Kommerskollegiet Daniel Niklas von Höpken.
Anhängarna drev en konsekvent merkantilistisk politik och en aggressiv utrikespolitik. På programmet stod rikare statsunderstöd till rikets näringar i form av förskott, premier, och lättillgängliga och billiga banklån. Tullskyddet skulle förstärkas till nytta för den inhemska industrin och handeln. Sveriges ära och storhet skulle återställas, och det var nödvändigt att ta hämnd på Ryssland för olyckorna under stora nordiska kriget.
Det rysk-turkiska krigets utbrott 1736 och mordet på den svenske kuriren major Malcolm Sinclair 1739 ökade rysshatet och de patriotiska revanschförhoppningarna. Hattpartiet fick därmed vind i seglen.

## Maktövertagandet
Motståndarna stämplades som nattmössor, och tog själva namnet hattar som identitetsbeskrivande social titel. Vid riksdagens sammanträde 1738 visade sig hattarna äga övervikten på Riddarhuset och i borgarståndet. Därmed hade de också majoriteten i Sekreta utskottet, som blev partiets främsta maktmedel. Arvid Horn tvingades avgå och rådets samtliga poster intogs av hattpartiets medlemmar. I denna, Sveriges första homogena partiregering, började hattarna förverkliga sitt program.
Angreppskriget mot Ryssland 1741–43 slutade illa för Sveriges del, vilket gjorde att Hattpartiet kritiserades mycket hårt under riksdagen 1742–43. Ledningen försökte vända bort fokus från det olyckliga kriget och i stället rikta uppmärksamheten på tronföljdsfrågan, där man påstod att mössorna kämpade för att inte få Adolf Fredrik som kung. Stora daldansen kom således lägligt för Hattpartiets del. Upproret och dess blodiga upplösning oroade många starkt. Hattpartiet offrade också de tidigare hattledarna och militärerna Charles Emil Lewenhaupt och Henrik Magnus von Buddenbrock, som fick skulden för att kriget gått dåligt, halshöggs på Norrtull i Stockholm.
På 1750-talet fick partiet en ny roll som parlamentarismens främsta skydd gentemot konungamaktens utvidgningstendenser och det nya hovpartiet. Efter att det kungliga revolutionsförsöket misslyckats 1756 stod hattpartiet på höjden av sin makt. Det var fortfarande nära förbundet med Frankrike, men dess tidigare erövringsprogram var ersatt med fordran på en kraftig modernisering av Sveriges försvarsväsen, främst genom stora befästningsarbeten i Finland och bildandet av en skärgårdsflotta.
Dess ekonomiska program, som utvecklats från 1738 till 1756, ledde till en större blomstring av industri och handel och kultur, än Sverige tidigare haft.

## Nedgång och fall
Under slutet av 1750-talet började partiets nedgång. Sverige var nu inblandad i den franska utrikespolitiken och drogs in i sjuårskriget 1756–63. Det svenska deltagandet (1757–62) har kommit att kallats pommerska kriget. Kriget splittrade Hattpartiet, men eldade oppositionen, och vid riksdagen 1760–62 märktes Hattpartiets försvagade maktställning. En fraktion av partiet, missnöjd med partiets ledning bildade med Carl Fredrik Pechlin som ledare en egen fraktion, kallad lantpartiet. Sedan Pechlin 1761 övergått till hovpartiet upplöstes partibildningen.
Handelskrisen 1763, som verkade förödande på näringslivet, vände allmänhetens tillit allt mera till mössorna.
Den ryska diplomatins förnyade inblandning i den svenska partikampen från 1764 bidrog ytterligare att försvåra hattarnas läge, i synnerhet som Frankrike ej längre kunde ge ett tillräckligt stöd.
Vid riksdagen 1765–1766 fick hattarna lämna ifrån sig makten, trots dess allians med hovpartiet, ett förbund som kom att bestå fram till frihetstidens slut. Genom alliansen lyckades hattarna ännu en gång, 1769, komma till makten och innehade den, till dess de vid följande riksdag åter besegrades av Mösspartiet. Därmed var partiets upplösning ett faktum och flera av de forna sympatisörerna samlades kring kung Gustav III och hälsade med jubel den oblodiga statskupp, som i augusti 1772 gjorde slut på frihetstiden och dess partiväsen. Det nya statsskicket kodifierades i 1772 års regeringsform.
Hattpartiets främsta ledare var kanslipresidenterna Carl Gyllenborg, Carl Gustaf Tessin och Anders Johan von Höpken samt under slutet av frihetstiden Axel von Fersen den äldre, som dock inte inträdde i rådet.

## Några viktiga hattpolitiker
- Carl Gyllenborg
Kanslipresident
1739–1746
Riksråd
1723–1746

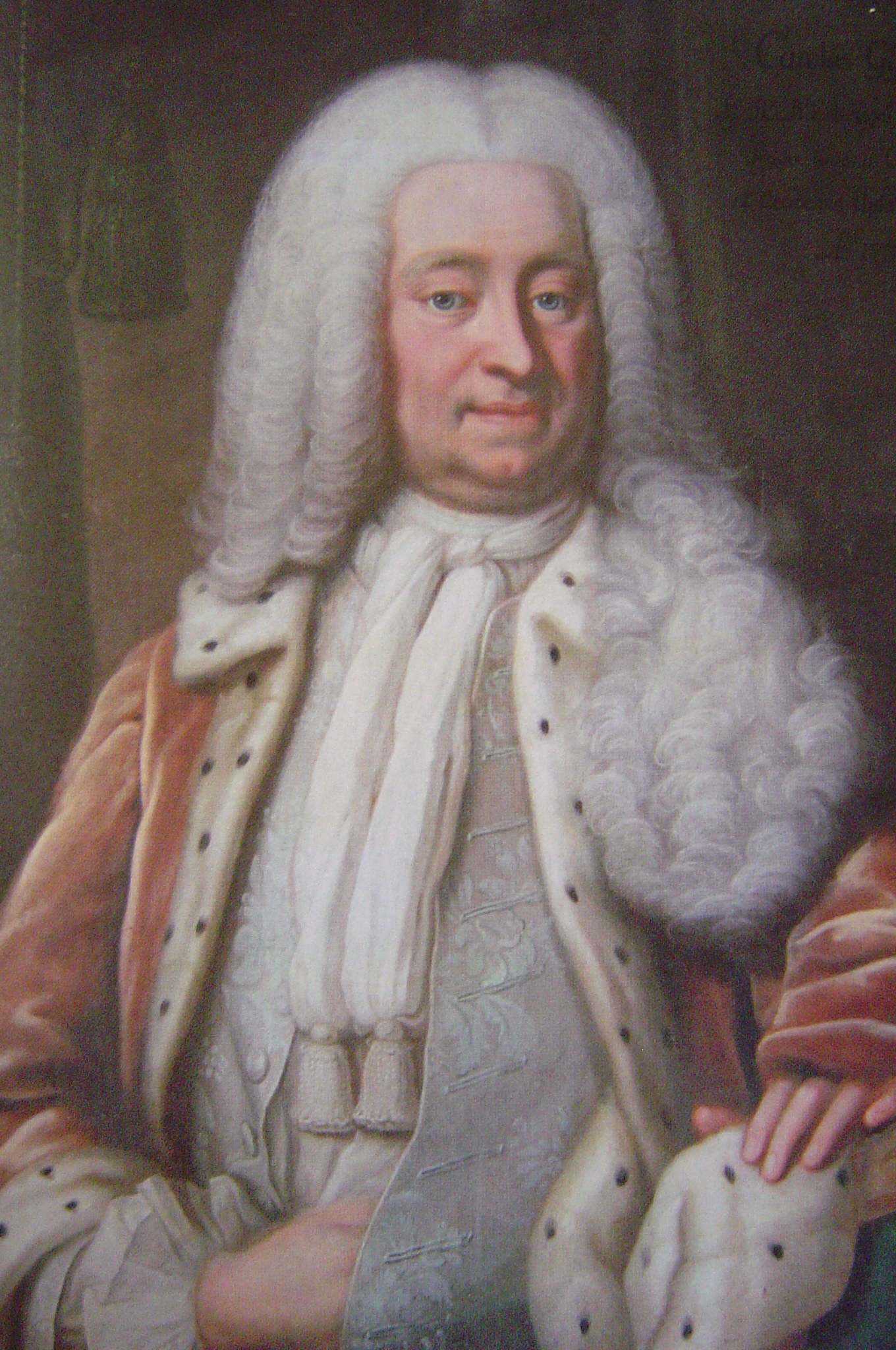
Carl Gustaf Tessin Kanslipresident 1746–1752
Carl Gustaf Tessin Kanslipresident 1746–1752
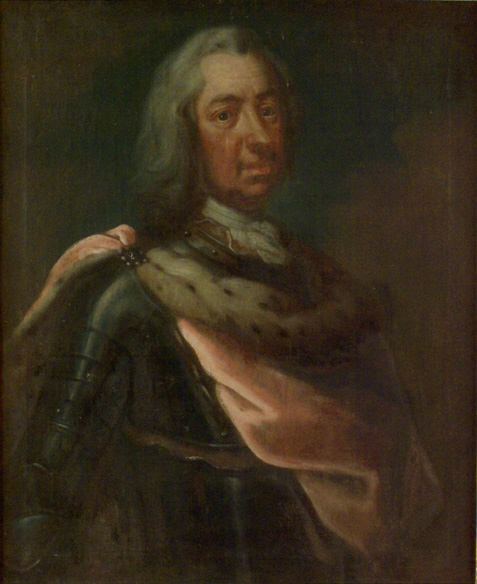
Charles Emil Lewenhaupt Lantmarskalk 1734 1740–1741
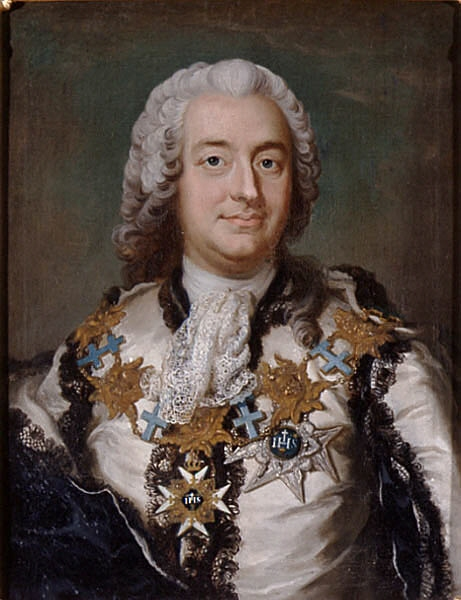
Anders Johan von Höpken Kanslipresident 1752–1761 Riksråd 1746–1761 1773–1780
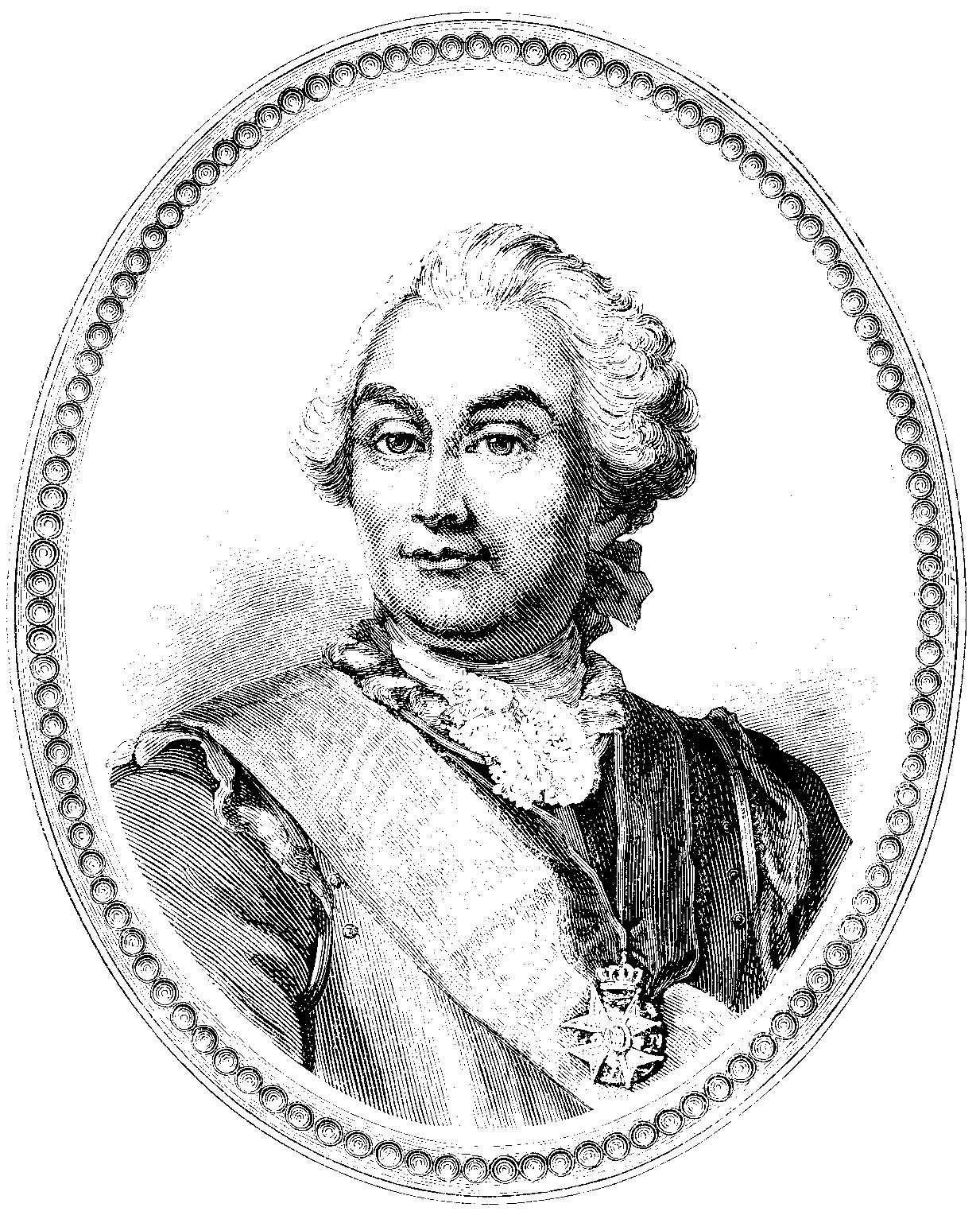
Axel von Fersen den äldre Lantmarskalk 1755–1762 1769–1770
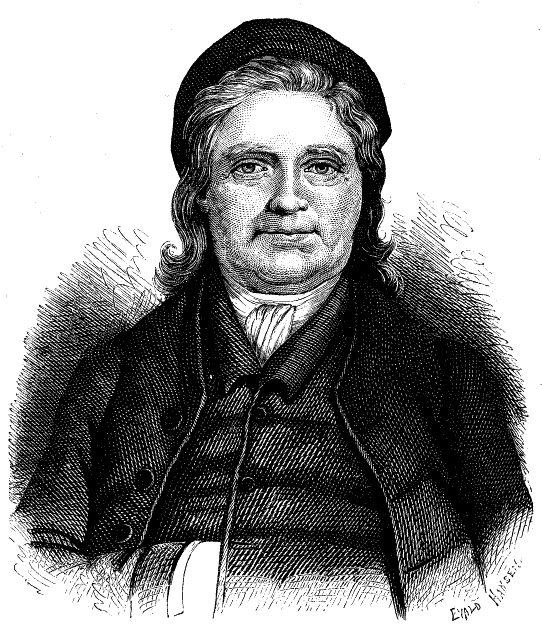
Olof Håkansson Bondeståndets talman 1738–1762 1769
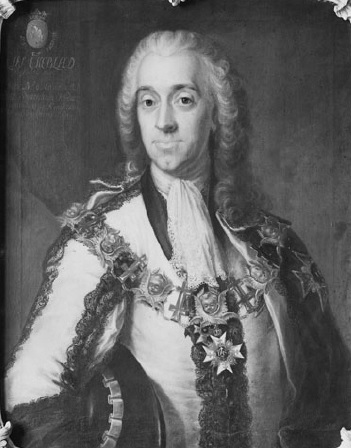
Claes Ekeblad den yngre Kanslipresident 1761–1765 1769–1771
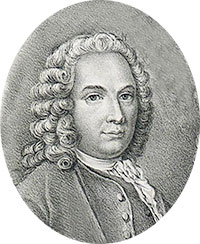
Thomas Plomgren Borgarståndets talman 1751–1752

- Anders Johan von Höpken
Kanslipresident
1752–1761
Riksråd
1746–1761
1773–1780
- Axel von Fersen den äldre
Lantmarskalk
1755–1762
1769–1770
- Olof Håkansson
Bondeståndets talman
1738–1762
1769
- Claes Ekeblad den yngre
Kanslipresident
1761–1765
1769–1771
- Thomas Plomgren
Borgarståndets talman
1751–1752